# Los Navalucillos
Los Navalucillos är en ort i Spanien.   Den ligger i provinsen Toledo och regionen Kastilien-La Mancha, i den centrala delen av landet, 120 km sydväst om huvudstaden Madrid. Los Navalucillos ligger 747 meter över havet och antalet invånare är 2 748.
Terrängen runt Los Navalucillos är kuperad åt sydost, men åt nordväst är den platt. Terrängen runt Los Navalucillos sluttar norrut. Runt Los Navalucillos är det glesbefolkat, med 14 invånare per kvadratkilometer. Närmaste större samhälle är Navahermosa, 15,1 km öster om Los Navalucillos. 